# FIFA 09
FIFA 09 è un videogioco di calcio appartenente alla popolare serie FIFA. Questo gioco contiene 30 campionati di tutto il mondo, con le relative coppe nazionali. È uscito nei negozi il 3 ottobre 2008 per tutte le piattaforme: Xbox 360, PlayStation 3, Wii, PlayStation 2, PlayStation Portable, Nintendo DS, Microsoft Windows, telefoni cellulari e N-Gage. Le demo per Xbox 360 e PlayStation 3 sono state presentate l'11 settembre 2008 sul Marketplace di Xbox 360 e sul PlayStation Store di PS3, mentre la demo per la versione PC era scaricabile dal sito ufficiale a partire dal 10 settembre 2008. La tagline del gioco è "Are You Ready for FIFA 09?".

## Modalità di gioco
Il produttore David Rutter in un'intervista ha dichiarato che nel gioco FIFA 09 ci sono circa 250 miglioramenti rispetto alla versione precedente. Sono migliorate le capacità di risposta dei giocatori, un nuovo sistema di collisioni e nuove animazioni durante i colpi di testa. I nuovi contrasti tengono conto del peso, della velocità e della forza dei giocatori. I portieri in questa versione hanno un posizionamento migliore e una reazione migliore che permette un rapido recupero dopo una parata effettuata in precedenza.
Questo gioco contiene la modalità "10 vs 10" online e una nuova modalità "Professionista", che si svolge durante quattro stagioni. Un'altra novità è la possibilità di scegliere l'esultanza di un giocatore dopo un gol. Nelle versioni PC, PlayStation 3 e Xbox 360 è stata disponibile l'"Adidas Live Season", ovvero la possibilità di effettuare degli aggiornamenti settimanali sulle caratteristiche dei giocatori in modo da riflettere i valori della realtà. Questa funzionalità ha seguito i risultati reali di sei campionati: Premier League, Serie A, Bundesliga 1, Primera División spagnola, Primera División messicana e Ligue 1.

## FIFA 09 Ultimate Team
L'espansione Ultimate Team, disponibile dal 19 marzo 2009 per PlayStation 3 e Xbox 360, aggiunge al gioco una modalità nella quale bisogna creare la propria squadra, acquistare dei giocatori e scambiarli online.

## Copertine
Ronaldinho appare su tutte le copertine di FIFA 09, affiancato da altri giocatori per ogni Paese.
- In Nord America: Guillermo Ochoa e Maurice Edu.
- In Germania: Kevin Kurányi.
- In Italia: Daniele De Rossi.
- In Repubblica Ceca: Petr Čech.
- In Irlanda: Richard Dunne.
- In Francia: Franck Ribéry e Karim Benzema.
- In Ungheria: Balázs Dzsudzsák.
- In Portogallo: Ricardo Quaresma.
- In Spagna: Gonzalo Higuaín.
- In Svizzera: Tranquillo Barnetta.
- Nel Regno Unito ed  Australia: Wayne Rooney.

## Telecronisti
- In inglese: Clive Tyldesley e Andy Gray.
- In italiano: Fabio Caressa e Giuseppe Bergomi.
- In tedesco: Tom Bayer e Sebastian Hellman.
- In francese: Herve Mathoux e Franck Sauzée.
- In spagnolo: Paco González e Manolo Lama.
- In olandese: Evert ten Napel e Youri Mulder.
- In portoghese: David Carvalho e Hélder Conduto.
- In ungherese: Richard Faragó e István B. Hajdú.
- In russo: Vasiliy Utkin e Vasiliy Solovjov.
- In svedese: Glenn Hysén e Henrik Strömblad.
- In ceco: Jaromír Bosák e Petr Svěcený.
- In polacco: Włodzimierz Szaranowicz e Dariusz Szpakowski.
- In spagnolo messicano: Enrique Bermúdez e Ricardo Peláez.
- In portoghese brasiliano: Nivaldo Prieto e Paulo Vinícius Coelho.

## Campionati
In FIFA 09 sono presenti 30 campionati:
- A-League
- Bundesliga
- Jupiler League
- Série A[2]
- Gambrinus Liga
- K-League
- Superliga
- Ligue 1
- Ligue 2
- Bundesliga 1
- Bundesliga 2
- Premier League
- Championship
- League One
- League Two
- Premier Division
- Serie A[3]
- Serie B[4]
- Primera División
- Tippeligaen
- Eredivisie
- Ekstraklasa
- Primeira Liga
- Scottish Premier League
- Primera División
- Segunda División
- Major League Soccer
- Allsvenskan
- Super League
- Süper Lig

### Resto del mondo
Sono presenti 18 squadre nella sezione "Resto del mondo":
- AEK Atene
- Boca Juniors
- Corinthians
- Fortaleza
- Juventude
- Kaizer Chiefs
- Losanna
- Olympiakos
- Orlando Pirates
- Panathinaikos
- PAOK
- Paraná
- Ponte Preta
- River Plate
- San Gallo
- Sao Caetano
- Servette
- Zagłębie Lubin
- World XI (Squadra formata dai campioni del presente)
- Classic XI (Squadra formata dai campioni del passato)

## Nazionali
FIFA 09 contiene 42 nazionali:
- Argentina
- Australia
- Austria
- Belgio
- Brasile
- Bulgaria
- Camerun
- Cina
- Corea del Sud
- Croazia
- Danimarca
- Ecuador
- Finlandia
- Francia
- Germania
- Grecia
- Inghilterra
- Irlanda
- Irlanda del Nord
- Italia
- Messico
- Norvegia
- Nuova Zelanda
- Paesi Bassi
- Paraguay
- Polonia
- Portogallo
- Rep. Ceca
- Romania
- Russia
- Scozia
- Serbia
- Slovenia
- Spagna
- Sudafrica
- Svezia
- Svizzera
- Turchia
- Stati Uniti
- Ucraina
- Ungheria
- Uruguay

## Gli stadi

### Stadi ufficiali
FIFA 09 presenta 38 stadi ufficiali, di seguito elencati:
| #  | Stadio                  | Nome Reale                  | Luogo         | Bandiera                 | Squadra                     |
| -- | ----------------------- | --------------------------- | ------------- | ------------------------ | --------------------------- |
| 1  | Allianz Arena           | Allianz Arena               | Germania      | Germania (bandiera)      | Bayern Monaco Monaco 1860   |
| 2  | Amsterdam Arena         | Amsterdam ArenA             | Paesi Bassi   | Paesi Bassi (bandiera)   | Ajax                        |
| 3  | Anfield                 | Anfield                     | Inghilterra   | Inghilterra (bandiera)   | Liverpool                   |
| 4  | AWD Arena               | AWD-Arena                   | Germania      | Germania (bandiera)      | Hannover 96                 |
| 5  | Azteca                  | Azteca                      | Messico       | Messico (bandiera)       | América                     |
| 6  | BayArena                | BayArena                    | Germania      | Germania (bandiera)      | Bayer Leverkusen            |
| 7  | Camp Nou                | Camp Nou                    | Spagna        | Spagna (bandiera)        | Barcellona                  |
| 8  | Commerzbank Arena       | Commerzbank-Arena           | Germania      | Germania (bandiera)      | Eintracht Francoforte       |
| 9  | Constant Vanden Stock   | Constant Vanden Stock       | Belgio        | Belgio (bandiera)        | Anderlecht                  |
| 10 | da Luz                  | Estádio da Luz              | Portogallo    | Portogallo (bandiera)    | Benfica                     |
| 11 | Daegu World Cup Stadium | Daegu World Cup Stadium     | Corea del Sud | Corea del Sud (bandiera) | Daegu                       |
| 12 | Delle Alpi              | Delle Alpi                  | Italia        | Italia (bandiera)        | Juventus Torino (1990-2006) |
| 13 | do Bessa                | Estádio do Bessa Século XXI | Portogallo    | Portogallo (bandiera)    | Boavista                    |
| 14 | Dragão                  | Estádio do Dragão           | Portogallo    | Portogallo (bandiera)    | Porto                       |
| 15 | Emirates                | Emirates Stadium            | Inghilterra   | Inghilterra (bandiera)   | Arsenal                     |
| 16 | Félix Bollaert          | Félix-Bollaert              | Francia       | Francia (bandiera)       | Lens                        |
| 17 | Gerland                 | Stade de Gerland            | Francia       | Francia (bandiera)       | Olympique Lione             |
| 18 | Home Depot Center       | The Home Depot Center       | Stati Uniti   | Stati Uniti (bandiera)   | LA Galaxy Chivas USA        |
| 19 | HSH Nordbank Arena      | HSH Nordbank Arena          | Germania      | Germania (bandiera)      | Amburgo                     |
| 20 | Jalisco                 | Jalisco                     | Messico       | Messico (bandiera)       | Guadalajara Atlas           |
| 21 | José Alvalade           | José Alvalade               | Portogallo    | Portogallo (bandiera)    | Sporting Lisbona            |
| 22 | Mercedes-Benz Arena     | Gottlieb-Daimler-Stadion    | Germania      | Germania (bandiera)      | Stoccarda                   |
| 23 | Mestalla                | Mestalla                    | Spagna        | Spagna (bandiera)        | Valencia                    |
| 24 | Millennium Stadium      | Millennium Stadium          | Galles        | Galles (bandiera)        | Galles                      |
| 25 | Old Trafford            | Old Trafford                | Inghilterra   | Inghilterra (bandiera)   | Manchester Utd              |
| 26 | Olympiastadion          | Olympiastadion              | Germania      | Germania (bandiera)      | Hertha Berlino              |
| 27 | Parc des Princes        | Parc des Princes            | Francia       | Francia (bandiera)       | Paris Saint-Germain         |
| 28 | San Siro                | Giuseppe Meazza             | Italia        | Italia (bandiera)        | Milan Inter                 |
| 29 | Seoul Stadium           | Seoul World Cup Stadium     | Corea del Sud | Corea del Sud (bandiera) | Seoul                       |
| 30 | Signal Iduna Park       | Signal Iduna Park           | Germania      | Germania (bandiera)      | Borussia Dortmund           |
| 31 | St James' Park          | St James' Park              | Inghilterra   | Inghilterra (bandiera)   | Newcastle Utd               |
| 32 | Stade Vélodrome         | Stade Vélodrome             | Francia       | Francia (bandiera)       | Olympique Marsiglia         |
| 33 | Stadio Olimpico         | Olimpico                    | Italia        | Italia (bandiera)        | Roma Lazio                  |
| 34 | Stamford Bridge         | Stamford Bridge             | Inghilterra   | Inghilterra (bandiera)   | Chelsea                     |
| 35 | Veltins Arena           | Veltins-Arena               | Germania      | Germania (bandiera)      | Schalke 04                  |
| 36 | Vicente Calderón        | Vicente Calderón            | Spagna        | Spagna (bandiera)        | Atlético Madrid             |
| 37 | Wembley                 | Wembley Stadium             | Inghilterra   | Inghilterra (bandiera)   | Inghilterra                 |
| 38 | White Hart Lane         | White Hart Lane             | Inghilterra   | Inghilterra (bandiera)   | Tottenham                   |

### Stadi generici
- Moderno del sud America[5]
- Moderno Europa[5]
- Stadio Aperto[5]
- Stadio Chiuso[5]
- Stadio FL1[5]
- Stadio FL2[5]
- Stadio FLC[5]
- Stadio Moderno[5]
- Stadio Olimpionico[5]
- Stadio Ovale[5]
- Stadio serie B[5]
- Stadio serie C1[5]
- Stadio serie C2[5]
- Aloha Park[6]
- Crown Lane[6]
- El Bombastico[6]
- El Medio[6]
- El Reducto[6]
- Estadio De Las Artes[6]
- Estadio Del Pueblo[6]
- Estadio Latino[6]
- Euro Arena[6]
- Euro Park[6]
- FIWC Stadium[6]
- Football Ground[6]
- Fussball Stadion[6]
- Ivy Lane[6]
- O Dromo[6]
- Olimpico Generico[6]
- Square Ground[6]
- Stade Kokoto[6]
- Stade Municipal[6]
- Stadio Classico[6]
- Stadion 23. Maj[6]
- Stadion Europa[6]
- Stadion Hanguk[6]
- Stadion Neder[6]
- Stadion Olympik[6]
- Town Park[6]

## Colonna sonora
- Bullet for My Valentine - Scream Aim Fire
- Caesar Palace - 1ne
- Chromeo - Bonafied Lovin'
- Cansei de Ser Sexy - Jager Yoga
- Curumin - Magrela Fever
- Cut Copy - Lights and Music
- Damian "Jr. Gong" Marley feat. Nas - Road to Zion
- Datarock - True Stories
- DJ Bitman - Me Gustan
- Duffy - Mercy
- Foals - Olympic Airways
- Gojira - The Art of Dying
- Gonzales - Working Together (Boys Noize Remix)
- Hot Chip - Ready for the Floor
- Jakobínarína - I'm a Villain
- Junkie XL - Mad Pursuit
- Jupiter One - Platform Moon
- Kasabian - Fast Fuse
- Ladytron - Runaway
- Lykke Li - I'm Good I'm Gone
- Macaco - Moving
- MGMT - Kids
- My Federation - What Gods Are These
- Najwajean - Drive Me
- Plastilina Mosh - Let U Know
- Rammstein - Feuer frei!
- Reverend and The Makers - Open Your Window
- Sam Sparro - Black and Gold
- Señor Flavio - Lo Mejor del Mundo
- Soprano - Halla halla
- The Airborne Toxic Event - Gasoline
- The Black Kids - I'm Not Gonna Teach Your Boyfriend How to Dance with You
- The Bloody Beetroots - Butter
- The Fratellis - Tell Me a Lie
- The Heavy - That Kind of Man
- The Kissaway Trail - 61
- The Kooks - Always Where I Need to Be
- The Pinker Tones - The Whistling Song
- The Script - The End Where I Begin
- The Ting Tings - Keep Your Head
- The Veronicas - Untouched
- The Whip - Muzzle #1
- Tom Jones ft. Mousse T - Sex Bomb
- Ungdomskulen - Modern Drummer

## Accoglienza
| Testata         | Versione | Giudizio |
| --------------- | -------- | -------- |
| Play Generation | PS3      | 92/100   |

La rivista Play Generation lo classificò come il miglior gioco di sport e secondo miglior titolo online del 2008. La stessa testata diede alla versione per PlayStation 3 un punteggio di 92/100, trovandolo un simulatore che toccava le vette d'eccellenza su tutti i fronti, affermando "EA Sports ha ormai imbroccato la via giusta".

### Successo commerciale
Nel febbraio del 2009 Electronic Arts ha dichiarato di aver venduto 7.8 milioni di copie del gioco, rendendo FIFA il videogioco di maggior successo della società nel 2008.